# Salt Lake City Stars
Salt Lake City Stars és un equip de bàsquet professional de Salt Lake City, Utah. Fundat el 1997, com Idaho Stampede amb seu a Boise, Idaho, jugà a la Continental Basketball Association fins al 2006 quan es mudà a la NBA Development League, conservant encara el nom. El 2016 la franquícia es va moure a l'actual localització.
A la CBA va assolir la segona posició la temporada 2003-2004, perdent contra els Dakota Wizards, equip que també es mudà a la D-League el 2006. El seu primer títol va ser la temporada 2007-2008, quan ja jugava a la NBDL.

## Resultats de cada any
Llegenda: V = Victòries, D = Derrotes, % = % de victòries
| Temporada                                          | V   | D   | %    | Playoffs                                        | Resultats                                  |
| -------------------------------------------------- | --- | --- | ---- | ----------------------------------------------- | ------------------------------------------ |
| Idaho Stampede (CBA) (Inclòs als resultats totals) |     |     |      |                                                 |                                            |
| 1997-98                                            | 25  | 31  | .446 | Perdé la primera ronda                          | Fort Wayne 3, Idaho 2                      |
| 1998-99                                            | 25  | 31  | .446 | Perdé la primera ronda                          | Sioux Falls 3, Idaho 2                     |
| 1999-00                                            | 19  | 37  | .339 |                                                 |                                            |
| 2000-01                                            | 17  | 7   | .708 |                                                 |                                            |
| 2002-03                                            | 17  | 31  | .354 |                                                 |                                            |
| 2003-04                                            | 33  | 12  | .733 | Guanyà les semifinals Perdé la CBA Finals       | Idaho 3, Gary 1 Dakota 132, Idaho 129      |
| 2004-05                                            | 23  | 25  | .479 |                                                 |                                            |
| 2005-06                                            | 25  | 23  | .521 | Perdé la ronda de tots                          | (1-2)                                      |
| Idaho Stampede (D-League)                          |     |     |      |                                                 |                                            |
| 2006-07                                            | 33  | 17  | .660 | Perdé les semifinals                            | Colorado 94, Idaho 91 (OT)                 |
| 2007-08                                            | 36  | 14  | .720 | Guanyà les semifinals Guanyà la D-League Finals | Idaho 97, Los Angeles 90 Idaho 2, Austin 1 |
| 2008-09                                            | 31  | 19  | .620 | Perdé la primera ronda                          | Austin 119, Idaho 116 (OT)                 |
| 2009-10                                            | 0   | 0   | .000 |                                                 |                                            |
| Total                                              | 284 | 247 | .535 |                                                 |                                            |